# Greg Tribbett
Greg Tribbett (né le 7 novembre 1968) est le guitariste du groupe de metal Mudvayne et ex-guitariste du groupe Hellyeah.

## Biographie

### Mudvayne
Tribbett a fondé Mudvayne en 1996 à Peoria, dans l’Illinois. La formation se composait à l'origine du bassiste Shawn Barclay, du batteur Matthew McDonough et de Tribbett lui-même jouant de la guitare. La formation originale du groupe a été finalisée lorsque Chad Gray, qui gagnait 40 000 $ par an dans une usine, a quitté son emploi pour en devenir son chanteur. Tribbett est apparu sur tous les albums du groupe jusqu'à sa dissolution en 2010.

### Hellyeah
En 2006, Tribbett a rejoint le chanteur principal de Mudvayne Chad Gray, le guistariste Tom Maxwell et le bassiste Jerry Montano de Nothingface pour former le supergroupe de heavy metal et groove metal Hellyeah. Il a quitté le groupe en 2014 pour poursuivre d'autres projets musicaux.

### Audiotopsy
En 2015, Tribbett a formé le groupe Audiotopsy avec l'ancien chanteur de Skrape Billy Keeton, le bassiste Perry Stern et l'ancien batteur de Mudvayne Matthew McDonough. Ils ont sorti leur premier album studio Natural Causes le 2 octobre 2015. Leur deuxième album, The Real Now, est sorti le 2 novembre 2018.